# Fundamentální analýza
Fundamentální analýza je jedna z analýz akciových instrumentů obchodovaných na finančních trzích.

## Druhy analýz akciových instrumentů
Akciové instrumenty se obchodují na finančních trzích. Z držby akcie mohou plynout investorovi 2 formy výnosu, a to důchod (nejčastěji ve formě dividendy) a kapitálový zisk, či ztráta díky pohybu kurzů. Je logické, že se každý investor snaží získat co největší výnosy. K tomu napomáhají různé analytické přístupy, které se snaží vysvětlit minulé vývoje akciových kurzů, předpovídat jejich pohyb do budoucnosti, či poskytnout investorovi správný čas k nákupu, respektive prodeji instrumentu. Během dlouhé historie se vyvinuly 3 hlavní přístupy k oceňování akciových instrumentů:
1. Technická analýza – nejstarší přístup, vzniká již v 18. století v Asii. Technická analýza počítá s faktem, že trh diskontuje veškeré informace a kurzy se vyvíjí v trendech. Důležité jsou zejména minulé pohyby kurzů a objemy obchodů, které investorovi poskytnou odpověď na otázku, kdy vstupovat do pozice či pozici uzavřít (timing, časování trhu).
2. Psychologická analýza je založena na předpokladu, že investování je ve značné míře ovlivněno emocemi. Předmětem zkoumání není cenný papír, ale člověk sám. Ten je při investicích často ovlivněn davem, či citovými pohnutkami a nemusí vždy jednat racionálně. K úspěšnému využití psychologické analýzy jsou často nutné vrozené predispozice.
3. Fundamentální analýza jde nejvíce do hloubky konkrétní firmy. Snaží se najít správnou vnitřní cenu akcie pomocí zkoumání kurzotvorných faktorů a informací, které jsou přístupné veřejnosti. Jedná se o ekonomická, účetní, statistická data, stejně jako politické, historické a demografické faktory. Odvozenou cenu pak investor porovnává s aktuálním oceněním na finančních trzích. Cílem je odpověď na otázku, zdali je akcie správně ohodnocena, anebo zda je podhodnocena, či nadhodnocena.

## Fundamentální analýza
Lze rozlišit 3 stupně fundamentální analýzy:
1. Globální fundamentální analýza
2. Odvětvová fundamentální analýza
3. Firemní fundamentální analýza

### Globální fundamentální analýza
Globální fundamentální analýza se zabývá vlivem celého trhu a ekonomiky na akciové kurzy. Během vývoje hospodářského cyklu lze vysledovat různé druhy indikátorů, které vypovídají o průběhu ekonomiky a lze je nepřímo užít i k prognóze akciových trhů. Tyto indikátory lze rozdělit na předbíhající, pokrývající a zpožděné. Mezi předbíhající faktory patří vývoj peněžní nabídky, vývoj akciových kurzů, index spotřebitelských očekávání, změna v počtu poskytovaných firemních a spotřebitelských úvěrů, vývoj cash flow aj. Během historie bylo zjištěno, že tyto indikátory předbíhají vrchol hospodářského cyklu více, než jeho dno, což může být pro investora vhodná informace. Samotný faktor vývoj akciových trhů ovšem sám patří mezi vedoucí signály, proto většinu ostatních zmíněných ukazatelů nelze pro prognózu kurzů použít. Jediným faktorem, který se vyvíjí ještě dříve, než akciové kurzy, je vývoj peněžní nabídky. Proto lze užít tohoto nástroje měnové politiky k prognóze kurzů. Pro úplnost je vhodné zmínit, že mezi pokrývající faktory řadíme zejména HDP, objem průmyslové produkce, tržby za vyrobené a prodané zboží a zpožďující indikátory lze prezentovat například průměrnou dobou trvání nezaměstnanosti, index spotřebitelských cen atd.
Vývoj hospodářského cyklu lze popsat makroekonomickými agregáty jako: vývoj HDP, úrokových měr, inflace, peněžní zásoby aj. Během let byla vysledována závislost vývoje akciových kurzů na těchto veličinách. Určitou roli zde hraje i stát a jeho daňová a subvenční politika. Nutno je brát také v úvahu politické, ekonomické šoky, války, přírodní pohromy atd.
Pokud chce investor dosahovat nadprůměrných zisků z držby akcie, měl by chápat reakce ceny v závislosti na ekonomickém cyklu a umět si správně vyložit vývoj makroekonomických veličin.

#### Vztah akciových kurzů a vývoje HDP
Tento vztah je kladný. Skutečně, s růstem HDP rostou i akciové kurzy. Je zde ovšem jeden zásadní problém: Jak již bylo zmíněno, akciové kurzy hrají roli předbíhajícího indikátoru a reálný výstup ekonomiky předbíhají o 3 až 9 měsíců. Vše je dáno skutečností, že cena akcie odráží budoucí zisky. Pokud tedy investoři například předpokládají pozitivní vývoj HDP, nakupují akcie, jimž roste hodnota. Růst akciových trhů poté podněcuje vlnu optimizmu a ovlivňuje chování firem i spotřebitelů. To poté vede k vyšší investiční činnosti a nakonec skutečně ovlivní reálný výstup ekonomiky. Naproti tomu pokles akciových trhů ve svém efektu potlačí investice, zvýší cítění rizika, což se nakonec projeví v útlumu činnosti a nižším výstupu.

#### Vztah akciových kurzů a vývoje úrokových měr
Silný negativní vztah[zdroj?]. Mnohé studie[zdroj?] naměřily silnou nepřímou závislost mezi těmito dvěma veličinami, tedy při růstu úrokových měr klesají akciové kurzy a naopak. Nabízí se několik vysvětlení tohoto vztahu.
- cena akcie je dána budoucími zisky, které je nutno diskontovat na současnou hodnotu. Jako diskontní faktor (odúročitel) se užívá zejména požadovaná výnosová míra investora, jejíž výše je logicky ovlivněna výší úrokových měr. Pokud tedy úrokové míry vzrostou, roste i požadovaná výnosová míra, jež jako odúročitel v konečném efektu sníží cenu akcie. [1]

- akciové trhy se vyvíjí v konkurenčním vztahu s dluhopisovými trhy. K růstu úrokových měr většinou dochází na konci hospodářského cyklu, kdy centrální banky pomocí měnové politiky zvedají sazby a tlumí inflaci. V tomto období dochází k poklesu očekávaných výnosů na akciových trzích a zároveň k růstu výnosu na trzích dluhopisů. Investoři proto přelévají své prostředky na trh dluhopisů, čímž klesají ceny akcií a rostou ceny dluhopisů až do té doby, pokud se výnosové míry nerovnají. Naopak, pokles úrokových měr je charakteristický pro období před dnem ekonomického cyklu, kdy má celá situace opačný průběh.

- podle trhu kapitálu: Investor poptávající finanční zdroje platí úrok za jejich užívání. Při růstu úrokových měr se tak tyto zdroje stávají dražšími a toto vede k omezení investic ve firmách. Následkem snížení investic klesají očekávané budoucí zisky podniku a tedy i cena akcie.

#### Vztah akciových kurzů a inflace
Mírný negativní vztah. Někteří ekonomové tvrdí, že tento vztah je pouze zprostředkovaný a samostatná závislost mezi těmito veličinami neexistuje. Nicméně existuje několik hypotéz, proč se tomu tak děje. Nárůst inflace se často objevuje na konci hospodářského cyklu, kdy se mohou objevovat známky přehřívání ekonomiky; je tedy často doprovázen růstem úrokových měr v rámci měnové politiky centrální banky, (viz minulý odstavec) proto investoři do budoucna očekávají pokles akciových kurzů.
Hypotéza peněžní iluze[zdroj?] předpokládá, že mnozí investoři nerozlišují mezi nominální a reálnou úrokovou mírou. Nominální úroková míra je totiž dána součtem reálné úrokové míry a inflace. Pokud investor užije jako diskontního faktoru nominální úrokovou míru, dochází k podhodnocení akcie.
Další vysvětlení lze nalézt v účetnictví. Ve finančním účetnictví je majetek vykazován v historických hodnotách. Tyto hodnoty jsou výrazně nižší, než reálná hodnota, která právě roste kvůli inflaci. Proto často dochází k podhodnocení nákladové položky odpisů, které jsou odčitatelnou položkou daňového základu, to nakonec vede k vyššímu daňovému zatížení a nižším ziskům podniku. Podobně mohou být ovlivněny inflací i zásoby, jejichž náklady při vyskladnění ovlivní daňové zatížení podniku. Obdobný vliv na zisk mohou mít i úrokové náklady. Pokud společnost nemá zajištěný fixní úrok z cizího kapitálu, může dojít k jeho růstu v období inflace. Růst úrokových nákladů pak ovlivní nejen daňový základ, ale i čistý zisk. Nutno podotknout, že v účetnictví má vliv na celkový zisk i způsob ocenění majetku a zásob, rozsah úvěru apod.
Je třeba zdůraznit, že zmíněná mírně negativní korelace mezi akciovým indexem a inflací byla naměřena v USA v 50.–80. letech 20. století, neplatí obecně. Ba naopak, jak je vidět v případě extrémní inflace, tj. hyperinflace, např. v Německu 1922–1923 či v Brazílii 1985–1994, nominálně rostou akcie rovněž o stejné řády jako zboží a služby. Přičemž i reálně mohou mít velmi slušný výnos. Akcie jsou tedy v zásadě ochrana před inflací, na rozdíl od dluhopisů.

#### Vztah akciových kurzů a vývoje peněžní zásoby
Vývoj peněžní nabídky má tu vlastnost, že předbíhá i vývoj akciových kurzů. Vztah mezi těmito veličinami je v krátkém období pozitivní. To lze vysvětlit efektem likvidity. Pokud se zvýší peněžní zásoba, investoři a ostatní subjekty působící na kapitálovém trhu pociťují nadbytek finančních prostředků, jež poté mohou investovat do zbytných statků, jako například akcie. Dalším faktem je, že růst peněžní nabídky snižuje krátkodobou úrokovou míru, což vede k růstu akcie (viz Vztah akciových kurzů a vývoje úrokových měr).
Vztah akciových kurzů a peněžní zásoby je pozitivní zejména v dlouhém období. Dlouhodobý růst objemu peněz v ekonomice se nakonec vždy bezpečně postará v dlouhém období o růst akciového indexu.
Pokud je růst peněžní zásoby rychlý extrémně, nastává hyperinflace a o růst cen akcií je postaráno okamžitě.

#### Ostatní vlivy
Jak lze očekávat, politické, ekonomické šoky, pohromy a války ovlivňují akciové kurzy negativně. Jelikož se jedná o neočekávané události, je velice obtížné jakkoliv prognózovat jejich výskyt. Z novodobé historie lze zmínit teroristické útoky (New York, Londýn), hypoteční krize v USA jako jeden z důvodů recese, v České republice měla výrazný negativní dopad demise vlády v roce 1997 atd.

### Odvětvová fundamentální analýza
Odvětvová analýza zkoumá specifika a vztahy v odvětví, ve kterém daná společnost působí a jejich vliv na kurzy. Důležitou roli zde hrají faktory jako citlivost odvětví na hospodářský cyklus, životní cyklus daného odvětví, či struktura trhu a regulace v odvětví.

#### Citlivost odvětví na hospodářský cyklus
Každé odvětví, ve kterém firma operuje, reaguje na hospodářský cyklus jinak. Vývoj ekonomiky s různou intenzitou působí na ziskovost společnosti a tím i na cenu akcie. Veškerá odvětví lze poté rozdělit do 3 základních skupin:
- Cyklická odvětví – Do této skupiny se zařazují všechny firmy, které produkují statky zbytné spotřeby, tedy výrobky a služby, jejichž spotřeba není nutná a lze ji odložit do budoucna. Cena akcie se poté vyvíjí podobně jako hospodářský cyklus. V období konjunktury mají společnosti vysoké tržby, marže a zisky, naopak v období recese poptávka po jejich produktech výrazně klesá. Jako příklad lze uvézt stavebnictví, automobilový průmysl, cestovní ruch, elektrotechnický průmysl.
- Neutrální odvětví – Sem lze zahrnout společnosti, které produkují statky nezbytné spotřeby (nulová cenová elasticita), či návykové produkty. Patří sem například potravinářské produkty, farmaceutický průmysl, tabákový průmysl a výroba alkoholických nápojů. Výše tržeb a zisků těchto firem proto není příliš ovlivněna hospodářským cyklem a akciové kurzy na něj reagují jen ve velice omezené míře.
- Anticyklická odvětví Do této skupiny lze zařadit odvětví, která profitují během recese. Firmy z anticyklických odvětí produkují levnější substituty drahých produktů, v období ekonomického poklesu pak stoupá poptávka po těchto laciných výrobcích a službách a firmy dočasně dosahují vyšších zisků: Například levné oděvy, obuv a potraviny nahrazující drahé výrobky, či televizní společnosti, které svým vysíláním nahrazují dražší formy zábavy.

#### Životní cyklus odvětví
Každé odvětví prochází jistými fázemi svého životního cyklu. Vývoj tržeb, ziskovosti odvětví a ceny akcie pak zásadně závisí na tom, v jaké fázi cyklu se nachází. Ten lze rozdělit na 4 etapy:

#### Pionýrská fáze
Společnost produkuje nové, či silně inovované produkty. Po těchto statcích prudce narůstá poptávka, firmy mohou dosahovat nadprůměrných zisků. To je však lákadlo pro stále rostoucí konkurenci, která nemůže zaručit silnou a stálou pozici žádné firmě a mnoho podniků v této periodě zkrachuje. Proto zde investor může dosahovat mimořádných výnosů, což je ale kompenzováno vyšším rizikem. Jako typický příklad pionýrské fáze lze uvézt boom ve výpočetní technice v průběhu 90. let.

#### Fáze rozvoje
Dochází ke stabilizaci odvětví, firmy, které přečkaly poinýrskou fázi již mají poměrně pevné místo na trhu, které si nyní upevňují. Poptávka po produktech zůstává poměrně vysoká, nicméně již stoupá klesajícím tempem. Tržby a zisky společností nekolísají tolik, jako v 1. fázi a proto je méně obtížné prognózovat vývoj kurzů zmíněných firem.

#### Fáze stability
Na trhu se nacházejí silné firmy, které mají zavedené jméno na trhu. Vývoj tržeb, marží a zisku je stabilní, pro analytika je poté jednodušší prognózovat vývoj kurzů. Tato fáze se vyznačuje nízkými výnosy a postupně rostoucími náklady, zejména na marketing a propagaci produktů. Některé společnosti zde již nevidí budoucnost a odvětví postupně opouštějí.

#### Období útlumu
Na fázi stability může navazovat období útlumu, kdy odvětví zastarává, objem produkce pozvolna klesá a firmy zde ukončují činnost. Může se ovšem stát, že výrobek projde zásadní inovací a pokud se mu podaří uchytit na trhu a je po něm vysoká poptávka, celé odvětví může být znovu oživeno a opět vstupuje do 1. fáze. Jako příklad lze uvézt výroba malých a úspornějších aut v 80. letech po ropné krizi, která nahradila velká neekonomická vozidla.

### Firemní fundamentální analýza
Firemní fundamentální analýza leží na poslední – třetí úrovni[zdroj?] fundamentální analýzy a vysvětluje zhruba 30 % pohybu akciového kurzu.[zdroj?] Společně s výsledky globální a odvětvové fundamentální analýzy (první a druhý stupeň fundamentální analýzy) se snaží najít a kvantifikovat vnitřní hodnotu akcie (intristic value). Investoři poté porovnávají tuto vnitřní hodnotu akcie s aktuálním kurzem akcie, čímž identifikují nadhodnocené, podhodnocené a správně oceněné akcie. Tento výsledek jim pomáhá při rozhodování, které akcie zahrnout nebo nezahrnout do investičního portfolia (stock picking).

## Struktura trhu a jeho regulace
Vývoj akciových kurzů je také spjat se strukturou trhu daného průmyslu, či služeb. Podle počtu firem v odvětví, charakteru produktu, překážek vstupu do odvětví a způsobu tvorby ceny lze rozlišovat 4 základní typy tržní struktury:
- monopol,
- oligopol,
- nedokonalá konkurence a
- dokonalá konkurence.

Pro každý typ struktury je potom charakteristický odlišný způsob ohodnocení a ziskovost.

### Monopol
Pokud se na trhu nachází jen jedna firma, která zabezpečuje veškerou produkci v daném odvětví, jedná se o monopol. Tato firma sama určuje cenu produktu, vstupu ostatních subjektů na trh brání bariéry, které většinou nelze překonat. Jedná se například o zákonná omezení, či abnormálně vysoké náklady na vstup. Tyto společnosti dosahují nadprůměrných zisků, které mají poměrně stabilní vývoj a akciové kurzy jsou vysoké. Nicméně neexistující konkurence znamená jen malý tlak na snahy o snižování nákladů a efektivnější řízení. Jako příklad lze uvézt poštovní služby, železnice, výroba a rozvod elektrické energie atd.

### Oligopol
Pro jistá odvětví je typická tzv. oligopolní struktura; na trhu existuje několik málo firem, které mají svou pevnou pozici na trhu, vstupu do odvětví brání jisté bariéry, které sice lze překonat, ale vstup do odvětví je většinou velice nákladný. Jedná se například o vysoké počáteční náklady na vybudování infrastruktury či regulatorní překážky. Cenu stanovuje několik firem, jejich vliv je na její tvorbu podstatný. V oligopolní struktuře dosahují společnosti zpravidla vysokých zisků, nicméně cena akcie je ovlivněna hospodářským cyklem více, než u monopolu. Typickým příkladem jsou bankovnictví a pojišťovnictví, letiště, telekomunikace atd.

### Monopolistická konkurence
Monopolistická konkurence je typická pro odvětví pohostinství, potravinářský průmysl, zemědělství atd. Na trhu se nachází spousta firem, které nabízejí podobný produkt, vstupu na trh brání malé překážky, jako jsou například počáteční náklady na propagaci produktu, ty však lze poměrně lehce překonat. Jednotlivý podnik má jen malý vliv na výslednou cenu. Analýza společnosti je již poměrně obtížná, protože mnoho vstupních veličin pro ocenění má velice kolísavý průběh.

### Dokonalá konkurence
Dokonalá konkurence. Na trhu se nachází mnoho malých firem, které vyrábějí stejný, homogenní produkt. V této struktuře takřka neexistují bariéry pro vstup do odvětví, podnik nemá žádné možnosti při určování ceny produktu. Analyzovat takové podniky je v podstatě nemožná a je nutno použít speciálních metod. Jak lze očekávat, ziskovost těchto odvětví je velice nízká

## Vnitřní hodnota
Vnitřní hodnota (Intrinsic value) je taková cena akciového titulu, za kterou by se tento titul měl prodávat při splnění všech fundamentálních vlivů.
Vnitřní hodnota může být chápána jako:
- absolutní hodnota (též indikovaná hodnota, střední hodnota, normální hodnota, investiční hodnota nebo správná hodnota) – podle modelu publikovaného Benjaminem Grahamem, která by měla odrážet všechny významné firemní charakteristiky současnosti (zadluženost, rentabilitu, životní cyklus, ziskovost, platební schopnost), ale i očekávání budoucnosti.

- vnitřní hodnota – jako tzv. relativní hodnota. V tomto případě je analytiky akceptována současná tržní úroveň a vnitřní hodnota je stanovena odvozeně od této tržní úrovně. Je samozřejmé, že tento postup má některé své výhody (aplikace tržního indexu jako benchmarku), ale i své nevýhody (některá kritéria se mohou ve svých výsledcích velmi lišit).

- očekávaná hodnota – Platí předpoklad, že současná tržní cena přesně odráží charakteristiky akcie a platí tedy, že budoucí změna akciového kurzu bude způsobena změnou těchto charakteristik. Analytik musí být tedy schopen správně předpovídat určité skutečnosti.

V současnosti je nejvíce používaným přístupem k vnitřní hodnotě princip absolutní hodnoty. Vnitřní hodnota akcie je krátkodobě stejná (dlouhodobě se mění v závislosti na změně firemních faktorů), ale aktuální tržní kurz osciluje kolem této vnitřní hodnoty (OBRÁZEK). Je tedy zřejmé, že akciový kurz neovlivňuje vnitřní hodnotu, ale vnitřní hodnota ovlivňuje akciový kurz.
Vnitřní hodnota by měla odrážet všechny globální, odvětvové a firemní vlivy. Kvantifikuje se za pomoci různých matematicko-analytických nástrojů a metod a výsledek je porovnáván podle následujícího algoritmu:
| Porovnání                          | Ohodnocení akcie      | Investiční doporučení |
| ---------------------------------- | --------------------- | --------------------- |
| Vnitřní hodnota > tržní cena akcie | Podhodnocená akcie    | NÁKUP                 |
| Vnitřní hodnota < tržní cena akcie | Nadhodnocená akcie    | PRODEJ                |
| Vnitřní hodnota = tržní cena akcie | Správně oceněná akcie | DRŽET (VYČKAT)        |

K rozhodování investorů by kromě výsledných výpočtů vnitřní hodnoty měly přispět i výsledky finanční analýzy, jako doplňkových ukazatelů při rozhodování. Jedná se zejména o ukazatele rentability, likvidity, zadluženosti a aktivity.

## Metody stanovení vnitřní hodnoty akcie
Za účelem uskutečnění podnikatelského nebo investorského záměru s co nejvyšší efektivitou a pravděpodobností se používají různé prediktivní metody, založené na odhadech
- budoucích toků,
- čistě na současných hodnotách nebo
- na míře ziskovosti, požadované proti předpokládané.

### Dividendové diskontní modely
Dividendové diskontní modely (DDM) jsou nejpoužívanější a nejrozšířenější modely sloužící k výpočtu vnitřní hodnoty akcie. Vycházejí z předpokladu, že vnitřní hodnota akcie je dána součtem současných hodnot veškerých budoucích příjmů plynoucích z akcie. Za tyto příjmy jsou považovány dividendy vyplácené k této akcii a případně (v krátkém období) i prodejní kurz akcie. Podle toho dělíme dividendové diskontní modely na modely s nekonečnou dobou držby a modely s konečnou dobou držby. Většina podniká však nevyplácí stálou dividendu, ale její výše je proměnlivá a obyčejně roste. Proto se dividendové diskontní modely dělí na:
- DDM s nulovým růstem,
- jednostupňové DDM a
- vícestupňové DDM.

#### DDM s nulovým růstem
pro konečný počet let N (PN je prodejní cena akcie v době N):
{\displaystyle V_{0}=\sum _{n=1}^{N}{\frac {D_{konst.}}{(1+k)^{n}}}+{\frac {P_{N}}{(1+k)^{N}}}}
pro nekonečný počet let (aritmetická posloupnost):
{\displaystyle V_{0}={\frac {D_{konst.}}{k}}}
kde:
- V0 je aktuální vnitřní hodnota akcie,
- N je počet let držby akcie,
- Dkonst. je konstantní dividenda vyplácená v jednotlivých letech držby akcie,
- PN je očekávaná prodejní cena akcie,
- a k je požadovaná výnosová míra investora.

#### Jednostupňové DDM a Gordonův model
Jednostupňové dividendové diskontní modely jsou založeny na předpokladu, že po celé uvažované období držby dividenda roste jednou konstantní měrou g (odtud jednostupňové modely). Toto je typické především u společností ve fázi dospělosti, které mohou mít stabilnější růst dividendy (na rozdíl od podniků ve fázi růstu).
{\displaystyle D_{1}=D_{0}(1+g)}
Kde D0 je dividenda v běžném roce (tedy v nynějším roce) a D1 je dividenda v příštím roce. Výpočet VH začíná od diskontování dividendy v příštím roce.
Pro konečný počet let N platí:
{\displaystyle V_{0}=\sum _{n=1}^{N}{\frac {D_{0}(1+g)^{n}}{(1+k)^{n}}}+{\frac {P_{N}}{(1+k)^{N}}}}
Pro nekonečný počet let pak platí:
{\displaystyle V_{0}={\frac {D_{1}}{k-g}}={\frac {D_{0}(1+g)}{k-g}}}
Tento vzorec je známý jako Gordonův model. O jeho popularizaci se zasloužil M. J. Gordon v roce 1962. Je vhodný předně pro ocenění akcií monopolních společností, neutrálních nebo dospělých společností. Předpoklady Gordonova modelu jsou:
- k, g = konst.,
- D0, D1 ≠ 0,
- Nekonečná doba držby,
- k > g (musí platit matematicky – princip dělení; i ekonomicky – aby mohla mít společnost vysoké g, musí mít i vysokou rentabilitu, což je dlouhodobě neudržitelné).

#### Dvoustupňové skokové DDM
Dvoustupňové skokové DDM uvažují dvě rozdílné fáze růstu dividend g1 a g2, přičemž platí: g1 > g2, kdy g1 je považováno za nadprůměrný růst v konečné fázi 1 a g2 za normální růst dividendy. Lze říci, že realističtěji zobrazují správnou vnitřní hodnotu akcie.
Pro konečnou dobu držby akcie platí:
{\displaystyle V_{0}=\sum _{t=1}^{T}{\frac {D_{0}(1+g_{1})^{t}}{(1+k)^{t}}}+\sum _{n=T+1}^{T}{\frac {D_{0}(1+g_{1})^{T}(1+g_{2})^{n-T}}{(1+k)^{n}}}+{\frac {P_{N}}{(1+k)^{N}}}}
Pro nekonečnou dobu držby v 2. období s využitím Gordonova modelu platí:
{\displaystyle V_{0}=\sum _{t=1}^{T}{\frac {D_{0}(1+g_{1})^{t}}{(1+k)^{t}}}+{\frac {D_{0}(1+g_{1})^{T}(1+g_{2})}{(1+k)^{T}(k-g_{2})}}}

#### Třístupňové lineární DDM
Lze zkonstruovat třístupňový lineární dividendový diskontní model, který má tři fáze:
- první – růstovou – s vysokou mírou růstu dividend ga a délkou A
- druhou – přechodnou – s klesající mírou růstu gt a délkou B
- a třetí fázi – fázi s průměrnou (normální, tržní) mírou růstu ga a nekonečnou délkou.

Pak pro V0 platí:
{\displaystyle V_{0}=\sum _{t=1}^{A}{\frac {D_{0}(1+g_{a})^{t}}{(1+k)^{t}}}+\sum _{t=A+1}^{B}{\frac {D_{t-1}(1+g_{t})}{(1+k)^{t}}}+{\frac {D_{B}(1+g_{n})}{(1+k)^{B}(k-g_{n})}}}

přičemž {\displaystyle g_{t}=g_{a}-(g_{a}-g_{n}){\frac {t-A}{B-A}}}
kde:
- t je pořadí období od počátku držby akcie (počet let).

#### Nedostatky DDM
Přes nespornou jednoduchost mají dividendové diskontní modely některé své nedostatky :
1. extrémní citlivost DDM na vstupy,
2. konstantní vstupy v daných obdobích (k, g) – nereaguje na některé nečekané makroekonomické jevy,
3. nesprávné nadhodnocení akcie s nízkým výplatním poměrem.

### Ziskové modely
Ziskové modely využívají na rozdíl od dividendových modelů pro stanovení vnitřní hodnoty akcie čistý zisk. Někteří investoři tyto metody považují za kvalitnější odhad vnitřní hodnoty společnosti. Podle nich má zisk větší vliv na vnitřní hodnotu než dividenda.

#### Metody využívající poměrový ukazatel P/E
Poměrový ukazatel P/E je jeden z nejznámějších kurzových ukazatelů pro náhradu za vnitřní hodnotu akcie. Mnohdy je obsažen v kurzovních lístcích. Vyjadřuje, kolikanásobek zisku si investor cení akcie. Toto však může být mnohdy nadhodnoceno nebo podhodnoceno, což může být ovlivněno např. účetními metodami k sestavení čistého zisku, běžného, či očekávaného kurzu akcie, ukazatel též není vhodné porovnávat mezi firmami z různých odvětví. Také je znám případ z 80. let 20. století, kdy bylo P/E japonských akcií dlouhodobě zhruba 4–5× vyšší než P/E amerických akcií. Jako klad lze vyzdvihnout jednoduchost výpočtu P/E a také zahrnutí mnoha firemních ukazatelů (riziko, rentabilita, ziskovost, zadluženost, budoucí perspektivy atd.).
Mezi nejznámější způsoby vyjádření ukazatele P/E  patří poměr aktuálního kurzu akcie PA a běžného zisku E0.
Mezi ukazatele zastupující patří normální P/E ratio, které vychází z Gordonova modelu a předpokladu, že zisk společnosti je rozdělen na dvě části – dividendu a zadržený zisk.
Pak platí:
- {\displaystyle p=Div/E} a {\displaystyle p=1-b}, kde b je retention ration, čili podíl zadrženého čistého zisku vůči celkovému zisku,
- g jako míra růstu dividend (v DDM) je stejné jako g jako míra růstu zisku. Tedy g pro „p“ = g pro „b“,
- vnitřní hodnota se počítá z hodnot počínajících příštím obdobím.

Potom V0 je dána součtem současných hodnot budoucích příjmů:
{\displaystyle V_{0}=P_{0}={\frac {D_{1}}{k-g}}={\frac {E_{1}.p}{k-g}}={\frac {E_{1}(1-b)}{k-g}}}
Vydělením P0 očekávaným (prognózovaným) ziskem E1 dostaneme normální P/E ratio:

{\displaystyle (P/E)_{N}=P_{0}/E_{1}={\frac {p}{k-g}}}
kde g je míra růstu zisku a P0 cena správně oceněné akcie.

Pro V0 akcie tedy platí :

{\displaystyle V_{0}=(P/E)_{N}\cdot E_{1}}
kde E1 je očekávaný zisk v příštím roce (očekávaný ve smyslu očekávaný společností)

Sharpovo P/E ratio (podle W.F.Sharpeho, který operuje s tímto vzorcem), má podobnou strukturu jako normální P/E ratio. Rozdíl je v tom, že poměřuje kurz akcie k běžnému zisku, odtud platí:

{\displaystyle V_{0}/E_{0}={\frac {p(1+g)}{k-g}}}

Využití Sharpova P/E plyne ze struktury výpočtu. Pro následné zjištění nadhodnocené, podhodnocené nebo správně oceněné akcie stačí porovnat Sharpovo P/E s běžným P/E (tedy PA/E0). Běžné P/E zastupuje aktuální kurz a Sharpovo P/E zastupuje očekávanou vnitřní hodnotu. Pak tedy platí, pokud Sharpovo P/E je větší než běžné P/E, jedná se o podhodnocenou akcii a investiční doporučení zní KOUPIT, apod.
Další využití ukazatele P/E ratio je v porovnání s mírou růstu zisku. V případě nízké hodnoty P/E ratio a vysoké hodnoty míry růstu zisku se pravděpodobně jedná o podhodnocenou akcii, naopak v případě vysoké hodnoty P/E ratio a nízké míry růstu zisku se jedná o nadhodnocenou akcii. Pokud jsou obě dvě hodnoty ukazatelů vysoké, jedná se o akcii s vysokým výnosovým potenciálem, naopak pokud jsou obě hodnoty nízké, jedná se o akcii s nízkým výnosovým potenciálem. Všechny tyto výsledky platí za předpokladu přihlédnutí k vlivům rizika, likvidity a dalších faktorů ovlivňujících hodnotu společnosti, jež mají vliv na P/E ratio. Nezbývá však než dodat, že investiční strategie založená na nízkých hodnotách P/E se podle některých studií jeví jako výnosnější než tržní benchmark.

#### Metody využívající poměrový ukazatel P/BV
Poměrový ukazatel price/book value ratio poměřuje kurz akcie k účetní hodnotě akcie, tedy k účetní hodnotě vlastního kapitálu na akcii (BV). Tento ukazatel vyjadřuje, kolik korun je investor ochoten zaplatit za jednu Kč vlastního kapitálu. Je vhodný pro použití u společností se stabilním vlastním kapitálem, což jsou např. banky a další finanční instituce. Ukazatel P/BV ratio je založen podobně jako P/E ratio na Gordonově modelu, ale jeho vypovídací schopnost je nižší. Je to z toho důvodu, že účetní hodnota je údaj poměrně historický, který neobsahuje aktuální informace. Další nevýhodou jsou existují rozdíly mezi účetními praktikami v jednotlivých zemích, což znemožňuje komparaci P/BV podobných společností. Platí:

{\displaystyle V_{0}=P_{0}={\frac {D_{1}}{k-g}}={\frac {E_{1}.p}{k-g}}={\frac {BV_{1}.ROE.p}{k-g}}}

Platí stejné podmínky jako u ukazatele P/E ratio a stejné komparace jako u ukazatelů Sharpovo P/E a běžné P/E.
Podobně, jako lze porovnávat P/E ratio s mírou růstu zisku, lze porovnat P/BV ratio s rentabilitou vlastního kapitálu (ROE). Pak platí, že vysoká hodnota ROE doprovázena nízkou hodnotou P/BV ukazuje na podhodnocenou akcii, podobně nízká hodnota ROE a vysoká hodnota P/BV ukazuje na nadhodnocenou akcii. Nízké hodnoty obou ukazatelů jsou typické pro akcii s nízkým výnosovým potenciálem a vysoké hodnoty obou ukazatelů jsou typické pro akcie s vysokým výnosovým potenciálem.
Místo P/BV se často píše jen P/B (price/book) a obdobou je též M/B (market/book).
P/B má oproti P/E výhodu, že udává smysluplnou hodnotu i u společností, které vykázaly ztrátu či minimální zisk. P/E dává na společnost jen krátkodobý pohled, zisk se může rok od roku výrazně měnit a s ním i P/E. Naproti tomu velikost vlastního kapitálu je stabilnější a tedy i P/B je stabilnější. Z dlouhodobého hlediska by měl do budoucna investor počítat s tím, že rentabilita vlastního kapitálu všech společností v oboru bude podobná, průměrná (nikdo neví, jaké zisky bude kdo mít za 10, za 20 let), a může tedy vsadit na společnost s nižším P/B, než mají konkurenti, s příslibem většího zhodnocení investice. I pokud je třeba momentálně společnost ve ztrátě.

#### Metody využívající poměrový ukazatel P/S
Poměrový ukazatel price/sales ratio poměřuje cenu akcie k tržbám na akcii, vyjadřuje tedy, na kolik korun si investoři cení jednu korunu tržeb podniku. Tento ukazatel má na rozdíl od ukazatelů P/E a P/BV několik nesporných výhod. Hlavní výhodou je použitelnost ukazatele i v případě minimálního zisku či ztráty, kdy ukazatel P/E ztrácí vypovídací hodnotu. Další výhodou, v porovnání s ukazatelem P/BV, je nezávislost na účetních praktikách a jiných zkreslujících vlivech. Ukazatel P/S ratio se jeví také jako velmi vhodný pro hodnocení cyklických firem, jejichž zisk vykazuje značnou nestabilitu. Na druhou stranu je potřeba P/S ratio stále komparovat s ziskovou marží, jejíž růst může způsobit například stálost tržeb při klesajícím zisku.
Podobně jako ukazatel P/E a P/BV lze spočítat i běžné P/S a P/S ratio založené na očekávaných tržbách a tyto dva ukazatele porovnávat.
Propočet P/S ratio opět vychází z Gordonova modelu, přičemž platí, že

{\displaystyle D_{1}=E_{1}\cdot p=S_{1}\cdot M_{1}\cdot p},
kde M je zisková marže.
Obdobně jako předchozí ukazatele, porovnáváme P/BV s veličinou ziskové marže. Pak platí, že pro podhodnocenou akcii je typická vysoká zisková marže a nízká hodnota P/S ratio a naopak pro nadhodnocenou akcii je typická nízká zisková marže a vysoká hodnota P/S ratio.
Akcie s nízkým výnosovým potenciálem lze také poznat podle nízké ziskové marže a nízkého P/S a akcie s vysokým výnosovým potenciálem lze poznat podle vysoké výnosové marže a vysokého P/S.

### Cash Flow modely
Nevýhodou diskontních a ziskových modelů je fakt, že pracují pouze s tou částí zisku, která je vyplácena akcionářům. Zbylá část zisku zadržená na úrovni společnosti je zohledněna pouze v některých modelech. Proto byly v průběhu let vyvinuty Cash flow modely využívající toky volných peněžních prostředků, (anglicky) free cash flow, jakožto lepšího ukazatele stavu společnosti.

#### Free Cash Flow to Equity
Nejznámější ukazatel je Free-Cash-Flow-to-Equity (volné peněžní prostředky pro akcionáře), který vypočítáme jako :
```
FCFE=
+ Čistý zisk z provozní činnosti
+ Odpisy
- Investiční výdaje
- změna v pracovním kapitálu
- splátky dluhů
+ nové emise dluhových instrumentů (popř. nové úvěry)
```

Pro akcie stabilních firem je vhodný jednostupňově model FCFE s konstantním růstem. Pro akcie růstových firem je možné počítat s dvoustupňovými skokovými a třístupňovými lineárními FCFE modely, obdobně jako u dividendových diskontních modelů. FCFE lze dobře použít i v případě, kdy existuje majoritní skupina akcionářů, na niž připadá větší část CF. Je velmi pravděpodobné, že tito akcionáři budou hlasovat o použití CF do výnosných projektů a tudíž vyplácená dividenda bude nižší. Samozřejmostí je použití FCFE modelu i v situacích nízkého či záporného zisku.

#### Free Cash Flow to Firm
Dalším ukazatelem postaveným na bázi CF je Free-Cash-Flow-to-Firm. V tomto vzorci je FCF kalkulováno jiným způsobem a diskontní míra k je nahrazena průměrnými náklady kapitálu (WACC). Výsledná vypočtená hodnota je tedy hodnota pro akcionáře i pro věřitele!
```
FCFF = 
+ EBIT * (1-t), kde t je daňová sazba
+ Odpisy
- Investiční výdaje
- Změna v pracovním kapitále
```

Pak pro V0 platí:
{\displaystyle V_{0}={\frac {FCFF_{1}}{WACC-g_{FCFF}}}={\frac {FCFF_{0}(1+g_{FCFF})}{WACC-g_{FCFF}}}}

Přičemž pro WACC:
{\displaystyle WACC={\frac {E}{E+D+PS}}k_{e}+{\frac {D}{E+D+PS}}k_{d}(1-t)+{\frac {PS}{E+D+PS}}k_{P}S}
kde:
- E je tržní hodnota vlastního kapitálu,
- D je tržní hodnota cizího kapitálu,
- PS je tržní hodnota kapitálu z emisí prioritních akcií,
- ke, kd, kPS jsou náklady na daný kapitál,
- a t je daňová sazba způsobující daňový štít.

Pro výpočet nákladů na vlastní kapitál lze užít také dividendových diskontních modelů – Gordonova modelu. Náklady na cizí kapitál představuje daná úroková míra a náklady na prioritní akcie lze zjistit z dividendových diskontních modelů s nulovým růstem.
FCFF se využívá pro ohodnocení podniků, které mají vysokou míru zadlužení a u nichž se objevuje záporné FCFE. Tedy ohodnocení pomocí tohoto vzorce by nedávalo smysl. WACC zároveň zohledňuje vyšší riziko při vyšší míře zadlužení.

### Další ohodnocovací modely
Mezi další modely patří:
- model upravené současné hodnoty volného cash flow (známý jako APV), který se využívá pro ohodnocení firem, jež jsou financovány pouze z vlastních zdrojů,
- historické modely, které ale nerespektují časovou hodnotu peněz, ale vycházejí z průměrných historických méně rozkolísaných veličin, hodí se tedy jako doplňková analýza,
- Bilanční modely, mezi které patří:
  - účetní hodnota – tedy účetní hodnota vlastního kapitálu na akcii (x problém historických cen),
  - substanční hodnota – vychází z účetní hodnoty, ale bilanční položky jsou přeceněny současnými tržními cenami,
  - likvidační hodnota – tzv. dolní hranice pohybu kurzu. Je to cena, za kterou by byl podnik prodán (rozprodán majetek a zaplaceny dluhy) při ukončení činnosti podniku,
  - reprodukční hodnota – rozdíl mezi reprodukčními aktivy a reprodukční hodnotou cizích zdrojů,
  - substituční hodnota –vnitřní hodnota podniku je stanovena z údajů jiných srovnatelných firem.

## Vstupy pro modely stanovení vnitřní hodnoty akcie

### Míra růstu dividend – udržovací růstový model
Za míru růstu dividend lze použít historickou míru růstu, která se vypočítá pomocí podílu ze dvou vyplacených dividend nebo zprůměrováním ročních mír růstu. Druhá možnost se jeví jako lepší při kolísavosti míry dividend. Do obou nám však vstupují historická data, což je určitá nevýhoda.

{\displaystyle g_{prum\ za\ n\ let}={\sqrt[{n}]{\frac {D_{T+n}}{D_{T}}}}-1}
{\displaystyle g_{prum\ za\ n\ let}={\sqrt[{n}]{g_{1}\cdot g_{2}\cdot g_{3}\cdot ...\cdot g_{n}}}}

g lze také vypočítat pomocí udržovacího růstového modelu, který je založen na předpokladech Gordonova modelu. Pokud tedy platí, že renention ratio b je konstantní, dividendový výplatní poměr p taktéž, pak míra růstu dividend se rovná míře růstu zisku.

{\displaystyle g={\frac {D_{t+1}-D_{t}}{D_{t}}}={\frac {E_{t+1}-E_{t}}{E_{t}}}}

pokud {\displaystyle E_{t+1}=ROE_{t}\cdot BV_{t}}
a obdobně pro Et, pak:

{\displaystyle g={\frac {ROE_{t}.BV_{t}-ROE_{t-1}.BV{t-1}}{ROE_{t-1}.BV_{t-1}}}}

což při konstantní ROE je:

{\displaystyle g={\frac {BV_{t}-BV_{t-1}}{BV_{t-1}}}={\frac {b.E_{t}}{BV_{t-1}}}\approx ROE\cdot b}

Poslední možností výpočtu g je použití odhad analytiků.

### Míra růstu cash flow
Podobně jako míru růstu dividend, lze i při stanovení míry růstu cash flow použít odhad analytiků, historická data anebo výpočet z finančních ukazatelů:

### Požadovaná výnosová míra (k)
Lze říci, že tato veličina je nejdůležitější veličinou při ocenění využívajícím jakékoliv diskontní metody. Zohledňuje nejen časový aspekt hodnocení, ale také náklady obětované příležitosti, inflaci a v neposlední míře i riziko a likviditu dané akcie. Nejznámější model stanovení požadované výnosové míry je CAPM model, kde je požadovaná výnosová míra vyjádřena jako:

{\displaystyle E(r_{i})=R_{F}+\beta _{i}(r_{m}-R_{F})}
kde
- E(ri) je požadovaná výnosová míra,
- RF je bezriziková výnosový míra,
- {\displaystyle \beta _{i}} je beta faktor akcie i,
- rm je tržní výnosová míra.

## Souhrn použití, výhod a nevýhod jednotlivých metod
| Metoda                       | Výhody (+)                                                                            | Nevýhody (−) | Situace použití |
| ---------------------------- | ------------------------------------------------------------------------------------- | --- | --- |
| DDM s nulovým růstem         | rychlý a snadný výpočet                                                               | konstantní výše dividend, nekonečná doba držby akcie                                                                                         | ohodnocení prioritních akcií ohodnocení akcií s konstantní dividendou                                                   |
| Jednostupňové DDM            | jednoduchý, snadný výpočet                                                            | předpoklady Gordonova modelu, citlivost, nelze použít pro společnosti, které mají g>k nebo nevyplácejí dividendu, nekonečná doba držby akcie | ohodnocení akcií společností ve fázi dospělosti životního cyklu nebo z neutrálního, monopolního či regulovaného odvětví |
| Dvoustupňové skokové DDM     | stále poměrně jednoduchý výpočet, vyšší použitelnost, realističtější než předchozí    | odhad délky fází, skokovost, předpoklady gordonova modelu                                                                                    | ohodnocení akcií růstových společností ve 3. fázi životního cyklu a společností z cyklických odvětví                    |
| Třístupňové lineární DDM     | „nejrealističtější“ z DDM, zavedení linearity, proměnlivá výnosová míra               | předpoklady Gordonova modelu, citlivost na data, krátká přechodná fáze                                                                       | ohodnocení akcií společností z cyklických odvětví či akcií s očekávaným nadprůměrným růstem                             |
| poměr P/E (běžné x Sharpovo) | snadno vypočitatelný ukazatel, často publikován, lze použít k výpočtu V0              | nelze použít v situaci ztrátové společnosti, rozdílný vliv globálních faktorů, účetních metodik a míry úspor v jednotlivých zemích           | dospělé společnosti, víceméně vše s výjimkou negativ                                                                    |
| poměr P/BV                   | často publikováno                                                                     | neinformuje o zisku, rozdílné účetní metodiky, s tím související přílišný pohled do minulosti                                                | společnosti se stabilním VK – banky a finanční instituce                                                                |
| poměr P/S                    | stává se oblíbeným, bližší vztah k produkci, stabilnější než zisky                    | použitelný pouze pro průmysl, tedy tržby z „tradičních“ produktů, stabilita tržeb může zakrýt jiné problémy                                  | průmyslové společnosti                                                                                                  |
| FCFE                         | použití CF, jednostupňové,...                                                         | použití spíše u tradičních firem | v případě majoritního vlastníka a tedy nízké dividendy, společnosti s konstantním růstem                                |
| FCFF                         | hodnota pro akcionáře i věřitele, akcent zadluženosti, použití CF, jednostupňové, ... | WACC, | více zadlužené firmy, zohledňuje hodnotu i pro věřitele                                                                 |
| Upravená hodnota FCF (APV)   | extrémní případ, CF, akcent na náklady bankrotu i daňový štít                         | spíše okrajové ohodnocení | ohodnocení extrémně zadlužených firem                                                                                   |
| Účetní hodnota               | transparentní                                                                         | nebere v úvahu zisk, historická data | neobchodovatelné soukromé firmy, těžařské a důlní společnosti otevírající svou činnost (v počátcích), fondy             |
| Substanční hodnota           | ohodnocení pozitivních vlastností nevykázaných v bilanci                              | „účetní“ metoda | soukromé neobchodovatelné firmy, kdy nemáme jinou možnost                                                               |
| Likvidační hodnota           | extrémní případ                                                                       | účetní metoda | situace dlouhodobé ztráty, závažné problémy                                                                             |
| Substituční hodnota          | v případě chybějící datové základny                                                   | „půjčuje“ si data od jiných firem, není přesná                                                                                               | mladé začínající /zanedbané firmy                                                                                       |